# Scott Tolzien
Scott Jeffery Tolzien (* 4. září 1987 v Rolling Meadows, stát Illinois) je bývalý hráč amerického fotbalu, který nastupoval na pozici Quarterbacka v National Football League. Univerzitní fotbal hrál za University of Wisconsin–Madison, po Draftu NFL 2011, kdy si ho nevybral žádný tým, podepsal smlouvu s týmem San Diego Chargers.

## Univerzita
Tolzien byl za výkony na William Fremd High School na předměstí Chicaga ohodnocen dvěma hvězdičkami. Nedostal mnoho nabídek a nakonec si vybral University of Wisconsin–Madison. Sezónu 2006 vynechal, o rok později se kvůli silné konkurenci na hřiště nedostal.

### Sezóna 2008
Poté, co byl Allan Evridge posazen na lavičku za své výkony proti University of Michigan, Ohijské státní univerzitě a Pennsylvania State University, dostal Tolzien proti University of Iowa první větší šanci. Zkompletoval 5 z 8 přihrávek, ale v red zóně hodil interception. Pozici startujícího Quarterbacka tak uzmul Dustin Sherer, který dovel University of Wisconsin–Madison k celkové bilanci 7-6 v sezóně 2008.

### Sezóna 2009

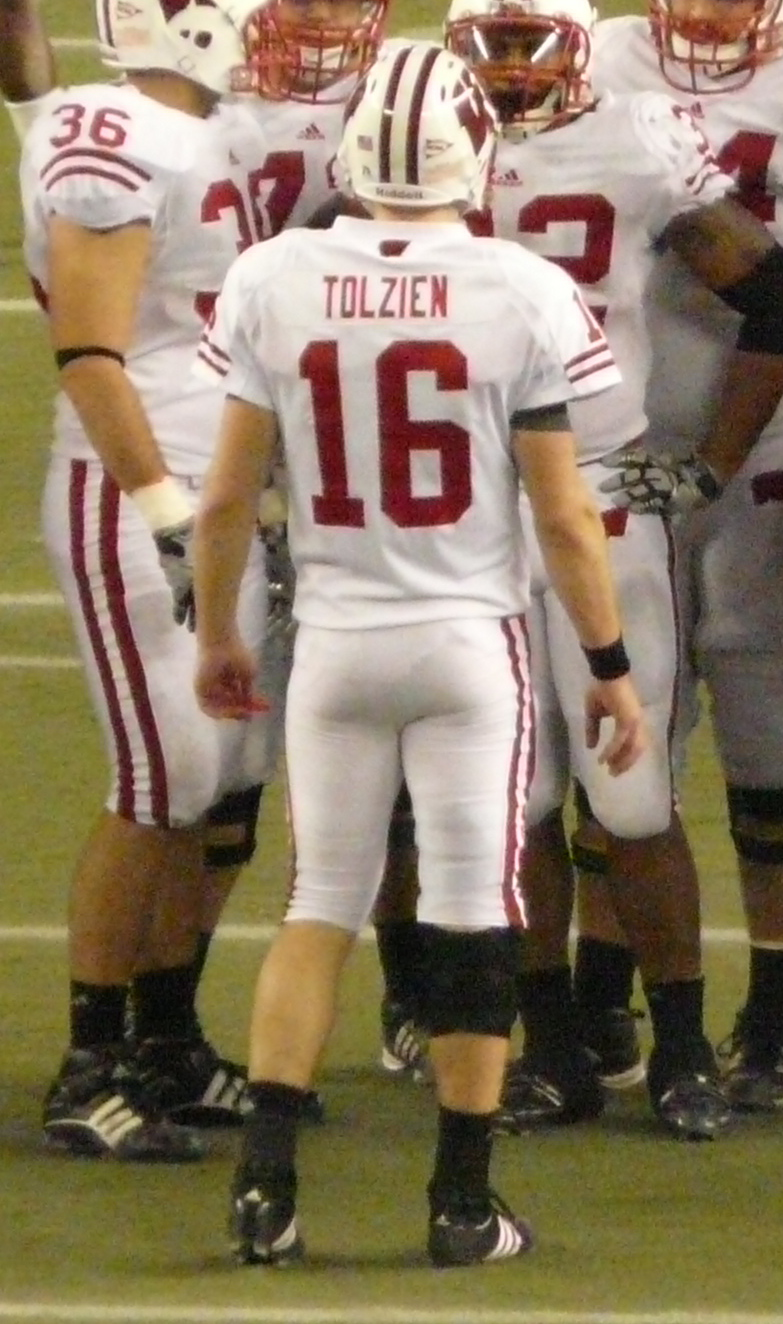
Tolzien v sezóně 2009

Vítězem jarní soutěže o pozici startujícího Quarterbacka se stal Tolzien a dostal tak přednost před Shererem. Následně stanovil rekord univerzity v počtu zkompletovaných přihrávek za sezónu (211) a pasových yardech (2 705), a pomohl k celkové bilanci 9-3. Za výkon proti Michigan State University byl vyhlášen Ofenzivním hráčem týdne konference Big Ten. Ročník pak zakončil vítězstvím 20:14 nad University of Miami v Champs Sports Bowlu, když zkompletoval 19 z 26 přihrávek.

### Sezóna 2010
Po výrazné porážce od Michigan State University, při které hráči Wisconsin–Madison nezachytili několik snadných přihrávek, Tolzien zlepšil své výkony, zaznamenal sedm vítězství v řadě a dovedl svůj tým k celkové bilanci 11-2. V posledním utkání za Wisconsin-Madison v Rose Bowlu 2011 se postavil proti nejlepší obraně v soutěži, kterou disponovala Texas Christian University. V utkání zkompletoval 12 přihrávek z 21 pro 159 yardů, žádný touchdown ani interception, a jeho tým prohrál 19:21. Za své výkony byl následně oceněn Johnny Unitas Golden Arm Award, když předčil Andyho Daltona, Colina Kaepernicka nebo Christiana Pondera. Rovněž překonal rekord školy v počtu zkompletovaných přihrávek (74.3%) v jedné sezóně a měl čtvrtý nejvyšší passer rating z celé ligy.

## Profesionální kariéra
| Parametry před draftem |           |            |                |                    |        |          |                   |                |
| Výška                  | Váha      | Délka paží | Velikost rukou | Sprint na 40 yardů | 20 ss  | 3 kužely | Vertikální výskok | Skok z místa   |
| 6 stop 2 palce         | 212 liber | 30½ palce  | 10 palců       | 4.93 s             | 4.12 s | 6.84 s   | 29½ palce         | 9 stop 8 palců |

### San Diego Chargers
Poté, co si ho nevybral žádný tým během sedmi kol Draftu NFL 2011, Tolzien jako volný hráč podepsal 26. července 2011 smlouvu se San Diego Chargers. Následně nastoupil do tří ze čtyř přípravných utkání, ve kterých zkompletoval 25 přihrávek ze 40 pro 30 yardů, jeden touchdown a jednu interception. 3. září při zeštíhlování kádru byl propuštěn.

### San Francisco 49ers

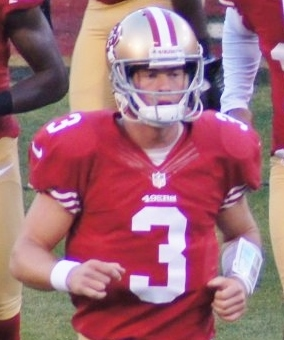
Tolzien v dresu 49ers v sezóně 2012

San Francisco 49ers získali Tolziena 4. září 2011, aby byl třetím quarterbackem za Alexem Smithem a Colinem Kaepernickem. Zůstal v San Franciscu až do konce sezóny 2012 a byl tak na soupisce 49ers během Super Bowlu XLVII. 26. srpna 2013 byl propuštěn.

### Green Bay Packers
Tolzien podepsal 1. září 2013 smlouvu s Green Bay Packers. Poté, co Aaron Rodgers utrpěl zranění klíční kosti, byl Tolzien dopsán na soupisku. 10. listopadu, po zranění Rodgersova náhradníka Seneca Wallace se stal startujícím hráčem. Při debutu proti Philadelphia Eagles zkompletoval 24 přihrávek ze 39 pro 280 yardů, jeden touchdown a 2 interceptiony, což mu vyneslo pozici startujícího Quarterbacka proti Giants.

### Indianapolis Colts
11. března 2016 Tolzien podepsal dvouletý kontrakt s Indianapolis Colts na 3,5 milionu dolarů (500 tisíc garantovaných).